# Szálka
Szálka là một thị trấn thuộc hạt Tolna, Hungary. Thị trấn này có diện tích 17,08 km², dân số năm 2010 là 597 người, mật độ 35 người/km².